# Demetri Crisolores
Demetri Crisolores o Crisoloras (en llatí Demetrius Chrysoloras, en grec Δεμήτριος ὁ Χρυσολωρᾶς) fou un sacerdot grec de Tessalònica que destacà en les branques de teologia, filosofia, astronomia i política.
Va estar al costat de Joan VI Cantacuzè després de 1355 quan l'emperador va esdevenir monjo, i després el va recomanar a Manuel II Paleòleg (r. 1391-1425) que li va donar diversos càrrecs i fou ambaixador a diverses corts i llocs.
Va deixar diversos escrits, entre els quals destaquen:
- Διάλογοι.
- Dialogus adversus Demetrium Cydonium, pro Nicolao Cabasila de Processione Spiritus Sancti.
- Dialogus contra Latinos", "Encomium in S. Demetrium Martyrem.
- Tractatus ex Libris Nili contra Latinos de Processione Spiritus Sancti.
- Epistola ad Barlaamum de Processione Spiritus Sancti.
- Homiliæ de Transfiguratione Christi.
- De Sepultura.
- De Resurrectione.
- De Annunciatione.
- Disputatio coram Manuele Imperatore inter Demetrium Chrysoloram et Antonium Asculanum de Christi Verbis, Melius ei (Judae) esset si natus non fuisset.[1]